# هنري دينيس
هنري دينيس هو ضابط وسياسي بلجيكي، ولد في 10 سبتمبر 1877، وتوفي في 19 يناير 1957 في بروكسل في بلجيكا. انتخب Minister of Defence of Belgium ‏.